# Бледный всадник
«Бледный всадник» (англ. Pale Rider) — американский вестерн 1985 года режиссёра Клинта Иствуда, который также играет главную роль. Название фильма отсылает к «Четырём всадникам Апокалипсиса», поскольку призрачный всадник на бледном коне (Иствуд) олицетворяет Смерть. Фильм собрал в прокате более 41 миллиона долларов, став самым кассовым вестерном 1980-х годов.

## Сюжет
Северная Калифорния, конец первой половины XIX века. На золотых приисках в горах Сьерра происходит конфликт: жители небольшого посёлка, индивидуальные старатели, не хотят идти на поводу у магната Коя Лахуда, желающего прибрать к рукам их маленький, но приносящий золото, бизнес. После очередного налёта бандитов, нанятых Лахудом, золотоискатели готовы признать себя побеждёнными. В ходе одного из налетов, бандиты убивают собаку 14-летней Меган Уилер — когда девочка хоронит своего любимца, она молит Бога о чуде — и в этот момент мимо неё проезжает незнакомец на белом коне в сутане священника. За короткое время неизвестный, которого называют «Проповедником» даёт окорот бандитам.
Лахуд подкупает местного маршала Стокберна, чтобы тот разобрался с незнакомцем. Стокберн мучится вопросом, где он видел этого человека, поскольку «Проповедник», напоминает ему человека, которого маршал когда-то убил. Меган, словно отвечая на его вопрос, читает строки из Библии: «…и вот, конь бледный, и на нём всадник, которому имя „смерть“». (Цитата из Откровения, гл.6, ст.7-8)
В итоге «Проповедник» разбирается со всеми бандитами, убивая Стокберна, который перед смертью вспоминает, где он мог видеть этого человека. Лахуд погибает от руки одного из старателей. После этого незнакомец уезжает в горы, также таинственно, как и появился.
Фильм обыгрывает библейские темы, в частности мотивы Апокалипсиса, где за появлением всадника на коне бледном следует ад для грешников.

## В ролях
- Клинт Иствуд — Проповедник
- Майкл Мориарти — Халл Баррет
- Кэрри Снодгресс — Сара Уилер
- Крис Пенн — Джош Лахуд
- Ричард Дисарт — Кой Лахуд
- Даг Макграт — Паук
- Сидни Пенни — Меган Уилер
- Джон Расселл — маршал Стокбёрн
- Ричард Кил — Клаб
- Чарльз Хэллахан — Макгилл

## Съёмочная группа
- Сценаристы: Деннис Шрайак, Майкл Батлер
- Режиссёр: Клинт Иствуд
- Продюсер: Клинт Иствуд
- Оператор: Брюс Сертис
- Художник-постановщик: Эдвард Карфаньо
- Композитор: Ленни Найхауз
- Монтаж: Джоэл Кокс
- Художник по костюмам: Гленн Райт

## Отзывы
На Rotten Tomatoes фильм имеет рейтинг одобрения 93% на основе отзывов 29 критиков. Консенсус сайта гласит: «Почти через десять лет после фильма Джоси Уэйлс — человек вне закона Клинт Иствуд возвращается в качестве режиссера к жанру, который сделал его имя с помощью этого элегантного духовного вестерна, основанного на классическом Шейне». На Metacritic фильм получил 61% на основе отзывов 13 критиков, что указывает на «в целом положительные отзывы».
Обзор в The New York Times высоко оценил игру Клинта Иствуда: «Этот ветеран-икона кино справляется с обеими задачами [главный актер и режиссер] с таким умом и легкостью, что я только сейчас начинаю понимать это, хотя Мистер Иствуд, возможно, улучшался по сравнению с годами, большинству из нас также потребовались все эти годы, чтобы признать его очень последовательную грацию и остроумие как режиссера», заключая, что «это настолько напоминает легендарное время и место, что это никогда не позволяет фильму самоуничтожиться в пародию. «Бледный всадник» - первый достойный вестерн за очень долгое время».
Рецензент в Вашингтон пост выразил несогласие, обнаружив, что «довольно скоро мы вспоминаем, почему вестерны потеряли свою привлекательность... фильм действительно красивый, полный маленьких золотых осин и заснеженных гор, но он медленный, темный и ужасно по времени». С другой стороны, Chicago Tribune отметила, что, хотя вестерны вышли из моды, «свежие и сложные вестерны с Клинтом Иствудом всегда будут в моде».
Роджер Эберт также похвалил фильм, поставив ему четыре звезды из четырёх. Далее он заявил: «В целом Бледный всадник - это значительное достижение, классический вестерн по стилю и азарту».
Ричард Корлисс счел фильм чрезмерно производным, сказав: «Когда Иствуд, который также снял картину (по сценарию Майкла Батлера и Денниса Шрайака), противостоит семерке Малефисенты Рассела, зрители могут почувствовать старомодный вестерн. Но Бледный всадник ничего не делает, чтобы опровергнуть мнение о том, что этот жанр лучше оставить в домах возрождения. Двойная особенность фильма Шейн и Наездник с высоких равнин Иствуда вполне подойдет, спасибо.»

## Награды и номинации
- 1985 — номинация на «Золотую пальмовую ветвь» Каннского кинофестиваля